# Andrine Flemmen
Andrine Flemmen, norveška alpska smučarka, * 29. december 1974, Molde.
Nastopila je na dveh olimpijskih igrah, najboljšo uvrstitev je dosegla leta 1998 z desetim mestom v veleslalomu. Na svetovnih prvenstvenih je osvojila srebrno medaljo v isti disciplini leta 1999, ko je bila tudi četrta v slalomu. V svetovnem pokalu je tekmovala trinajst sezon med letoma 1994 in 2006 ter dosegla tri zmage in še osem uvrstitev na stopničke. V skupnem seštevku svetovnega pokala se je najvišje uvrstila na deveto mesto leta 1999, ko je bila tudi tretja v veleslalomskem seštevku, leta 2000 pa je bila tretja v kombinacijskem seštevku.